# Lingom
Lingom is een bestuurslaag in het regentschap Aceh Besar van de provincie Atjeh, Indonesië. Lingom telt 332 inwoners (volkstelling 2010).